# Une vie (2016)
Une vie is een Frans-Belgische film uit 2016 geregisseerd door Stéphane Brizé en gebaseerd op de gelijknamige roman uit 1883 van Guy de Maupassant. De film ging op 6 september in première in de competitie van het filmfestival van Venetië, waar hij de FIPRESCI-prijs won.

## Verhaal
Normandië, 1819. Jeanne Le Perthuis des Vauds is een naïeve jonge vrouw die terugkeert naar huis na een opleiding in het klooster. Ze huwt met Julien de Lamare, een lokale burggraaf die een egoïstische, hebzuchtige en ontrouwe man blijkt te zijn. Hij bedriegt haar eerst met de werkster, Rosalie, en daarna met de buurvrouw, Gilberte de Fourville. De komst van twee kinderen verbetert de relatie tussen het echtpaar ook al niet.

## Rolverdeling
| Acteur                 | Personage                                 |
| ---------------------- | ----------------------------------------- |
| Judith Chemla          | Jeanne Le Perthuis des Vauds              |
| Yolande Moreau         | Barones Adélaïde Le Perthuis des Vauds    |
| Jean-Pierre Darroussin | Baron Simon-Jacques Le Perthuis des Vauds |
| Swann Arlaud           | Julien de Lamare                          |
| Nina Meurisse          | Rosalie                                   |
| Olivier Perrier        | Priester Picot                            |
| Clothilde Hesme        | Gilberte de Fourville                     |
| Alain Beigel           | Georges de Fourville                      |
| Finnegan Oldfield      | Paul de Lamare                            |

## Productie
De filmopnamen gingen van start op 24 augustus 2015 en gingen grotendeels door in Normandië in de Pays d'Auge tussen Pierrefitte-en-Auge en Le Mesnil sur Blangy.

## Prijzen en nominaties
De film won in 2016 de Prix Louis-Delluc en werd in 2017 genomineerd voor twee Césars en vier Prix Lumières, waaronder die voor beste film en beste regie.
De belangrijkste prijzen:
| Jaar | Prijs | Categorie      | Genomineerde(n)   | Uitslag       |
| ---- | ----- | -------------- | ----------------- | ------------- |
| 2017 | César | Beste actrice  | Judith Chemla     | Niet gewonnen |
| 2017 | César | Beste kostuums | Madeline Fontaine | Niet gewonnen |